# Psaenythia corduvensis
Psaenythia corduvensis är en biart som beskrevs av Holmberg 1921. Psaenythia corduvensis ingår i släktet Psaenythia och familjen grävbin. Inga underarter finns listade i Catalogue of Life.